# Accordo di Varkiza
L'accordo di Varkiza (in greco Συμφωνία της Βάρκιζας?, noto anche come Patto di Varkiza o Trattato di Varkiza) è stato firmato a Varkiza (vicino ad Atene) il 12 febbraio 1945 tra il Ministro degli Affari Esteri greco e il Segretario del Partito Comunista di Grecia (KKE) per l'EAM-ELAS, in seguito alla sconfitta di quest'ultimo durante gli scontri della Dekemvriana. Uno degli aspetti dell'accordo (articolo IX) prevedeva un referendum entro l'anno per risolvere eventuali questioni con la Costituzione greca. Questo plebiscito avrebbe aiutato a stabilire le elezioni e quindi a creare un'assemblea costituente che avrebbe redatto una nuova legge organica. In un altro aspetto del trattato, entrambi i firmatari convennero l'invio da parte degli Alleati di osservatori per verificare la validità delle elezioni. L'accordo prometteva anche che i membri dell'EAM-ELAS sarebbero stati autorizzati a partecipare ad attività politiche se avessero consegnato le loro armi. Inoltre, tutte le libertà civili e politiche sarebbero state garantite insieme all'impegno del governo greco verso la costituzione di un esercito nazionale apolitico.

## Disarmo

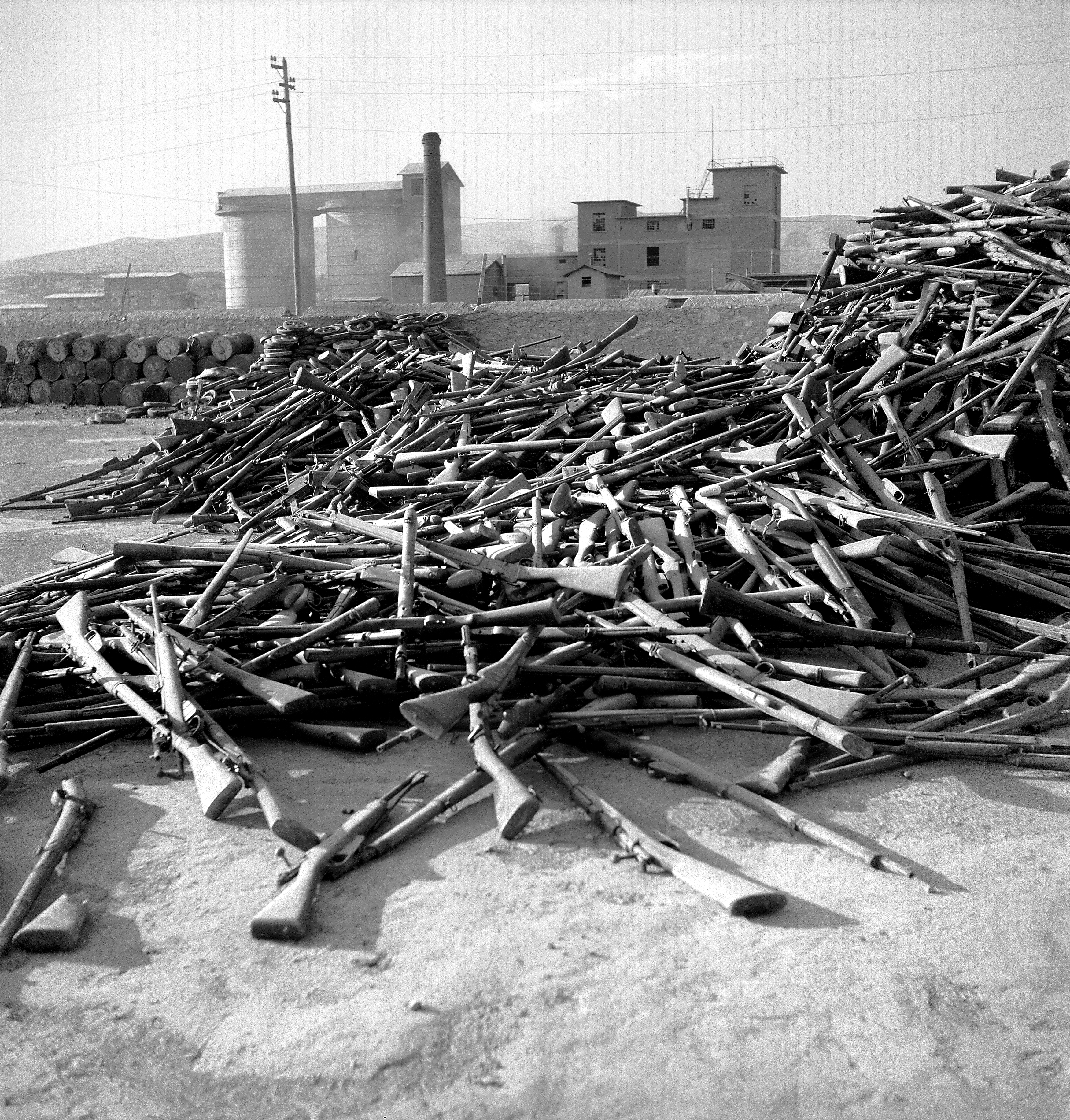
Armi consegnate

Il trattato specificava che l'EAM-ELAS sarebbe stato disarmato. Secondo i registri, nei giorni o nelle settimane successive furono ceduti 100 artiglierie di vario tipo, 81 mortai pesanti, 138 mortai leggeri, 419 mitragliatrici, 1412 mitragliatrici, 713 fucili automatici, 48.973 fucili e pistole, 57 fucili anticarro e 17 radio.
Tuttavia, i numeri reali sono più alti, poiché alcuni si rifiutarono di accettare ricevute per le loro armi. Panagiotis Koumoukelis racconta in 'All That Grief' di aver rifiutato una ricevuta per la sua pistola e che di conseguenza fu successivamente torturato dai membri dei battaglioni di sicurezza, poiché non poté esibire la ricevuta.

## Conseguenze
Alla fine, le promesse sancite dal Trattato di Varkiza non furono mantenute. Il problema principale rilevava il fatto che il trattato concedeva l'amnistia solo per ragioni politiche, ma molte azioni dei comunisti durante la Dekemvriana erano considerate non politiche. Dopo la firma del patto di Varkiza, ci fu una diffusa persecuzione dei comunisti e degli ex membri e sostenitori dell'EAM. Questo periodo, immediatamente precedente allo scoppio della guerra civile greca, fu conosciuto come il Terrore bianco (1945-46).
Il Partito Comunista di Grecia rimase legale durante la guerra civile greca fino al 27 dicembre 1947.

## Negoziatori
| Governo greco         |                                                      |
| Nome                  | Portafoglio                                          |
| Ioannis Sofianopoulos | Ministro degli Affari Esteri (Grecia)                |
| Periklis Rallis       | Ministero dell'Interno (Grecia)                      |
| Pafsanias Katsotas    | Consigliere militare del governo greco               |
| Forze di sinistra     |                                                      |
| Nome                  | Portafoglio                                          |
| Georgios Siantos      | Segretario Generale del Partito Comunista di Grecia  |
| Ilias Tsirimokos      | Segretario Generale del Partito Socialista di Grecia |
| Dimitrios Partsalidis | Segretario del Comitato Centrale dell'EAM            |
| Stefanos Sarafis      | Consigliere militare dell'EAM                        |